# رژاوتس
رژاوتس (انگلیسی: Rzhavets) یک شهرک در بخش پروخوروفسکی استان بلگورود کشور روسیه است.